# Żuwinta
Żuwinta (lit. Žuvintas) – jezioro na Litwie, w okręgu olickim. Powierzchnia jeziora wynosi 10,27 km², długość linii brzegowej 3,4 km.